# 阿拉马
阿拉马（西班牙語：Arama）是西班牙巴斯克自治区吉普斯夸省的一个市镇。总面积1平方公里，总人口163人（2001年），人口密度163人/平方公里。